# Governatori romani d'Acaia

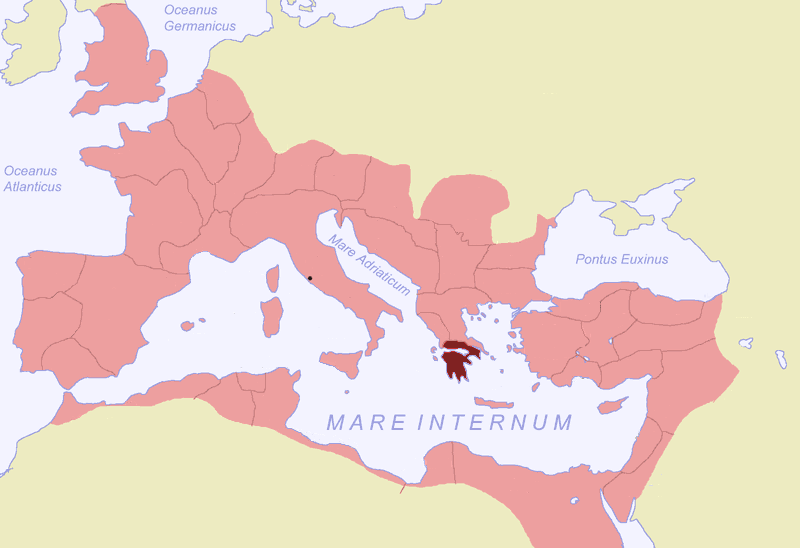
La provincia romana della Acaia nell'anno 120

Questa è la lista dei governatori romani conosciuti della provincia romana di Acaia, localizzata nei moderno stato della Grecia.

## La provincia di Acaia
Divenne provincia romana nel 146 a.C. e fu poi amministrata come una provincia senatoriale, con alcune città, come Atene e Sparta, che conservarono persino il governo autonomo sul loro territorio.
Nei secoli II e III, la Grecia venne suddivisa tra le province di Acaia, Macedonia e Mesia. All'epoca della riforma tetrarchica dell'imperatore Diocleziano (tardo III secolo), la Mesia divenne una diocesi, governata da Galerio. In età costantiniana, l'Hellas faceva parte delle diocesi di Macedonia e Tracia, mentre Teodosio I divise la diocesi di Macedonia nelle province di Creta, Acaia, Tessaglia, Epiro vecchio, Epiro nuovo e Macedonia. Le isole egee formarono la provincia di Insulae, nella diocesi Asiana.

## Lista di governatori
Ricordiamo tra i governatori romani d'Acaia, Sesto Pompeo, il quale, dopo l'accordo di Misene (Misenum) del 39 a.C. stretto tra lui e i triumviri Ottaviano, Marco Antonio e Lepido e valido per 5 anni, rimase a capo di questa provincia per alcuni anni. In epoca augustea troviamo un procurator Augusti di nome Lucio Aquilio Floro Turciano Gallo.
| Lista dei Governatori romani dell'Acaia | Lista dei Governatori romani dell'Acaia  | Lista dei Governatori romani dell'Acaia  | Lista dei Governatori romani dell'Acaia  | Lista dei Governatori romani dell'Acaia  | Lista dei Governatori romani dell'Acaia  | Lista dei Governatori romani dell'Acaia  |
| --------------------------------------- | ---------------------------------------- | ---------------------------------------- | ---------------------------------------- | ---------------------------------------- | ---------------------------------------- | ---------------------------------------- |
| Anno                                    | Acaia                                    | Acaia                                    | Acaia                                    | Acaia                                    | Acaia                                    | Acaia                                    |
| (tra il 31 d.C. e il 37)                | Publio Memmio Regolo                     | Publio Memmio Regolo                     | Publio Memmio Regolo                     | Publio Memmio Regolo                     | Publio Memmio Regolo                     | Publio Memmio Regolo                     |
| (prima del 54)                          | Lucio Giunio Gallione Anneano            | Lucio Giunio Gallione Anneano            | Lucio Giunio Gallione Anneano            | Lucio Giunio Gallione Anneano            | Lucio Giunio Gallione Anneano            | Lucio Giunio Gallione Anneano            |
| (inizi I secolo)                        | Gaio Calpurnio Pisone                    | Gaio Calpurnio Pisone                    | Gaio Calpurnio Pisone                    | Gaio Calpurnio Pisone                    | Gaio Calpurnio Pisone                    | Gaio Calpurnio Pisone                    |
| (c. 70)                                 | Egeate                                   | Egeate                                   | Egeate                                   | Egeate                                   | Egeate                                   | Egeate                                   |
| (91-92)                                 | Tito Avidio Quieto                       | Tito Avidio Quieto                       | Tito Avidio Quieto                       | Tito Avidio Quieto                       | Tito Avidio Quieto                       | Tito Avidio Quieto                       |
| (c. 90)                                 | Avidio Nigrino                           | Avidio Nigrino                           | Avidio Nigrino                           | Avidio Nigrino                           | Avidio Nigrino                           | Avidio Nigrino                           |
| (c. 90)                                 | Armenio Brocco                           | Armenio Brocco                           | Armenio Brocco                           | Armenio Brocco                           | Armenio Brocco                           | Armenio Brocco                           |
| (c. 90)                                 | L. Munazio Gallo                         | L. Munazio Gallo                         | L. Munazio Gallo                         | L. Munazio Gallo                         | L. Munazio Gallo                         | L. Munazio Gallo                         |
| (c. 90)                                 | M. Mezio Rufo                            | M. Mezio Rufo                            | M. Mezio Rufo                            | M. Mezio Rufo                            | M. Mezio Rufo                            | M. Mezio Rufo                            |
| (98-99)                                 | Lucio Erennio Saturnino                  | Lucio Erennio Saturnino                  | Lucio Erennio Saturnino                  | Lucio Erennio Saturnino                  | Lucio Erennio Saturnino                  | Lucio Erennio Saturnino                  |
| (99-100)                                | Lucio Giulio Marino Cecilio Semplice     | Lucio Giulio Marino Cecilio Semplice     | Lucio Giulio Marino Cecilio Semplice     | Lucio Giulio Marino Cecilio Semplice     | Lucio Giulio Marino Cecilio Semplice     | Lucio Giulio Marino Cecilio Semplice     |
| (100-101)                               | C. Caristanio Giuliano                   | C. Caristanio Giuliano                   | C. Caristanio Giuliano                   | C. Caristanio Giuliano                   | C. Caristanio Giuliano                   | C. Caristanio Giuliano                   |
| (prima del 107)                         | C. Minicio Fundano                       | C. Minicio Fundano                       | C. Minicio Fundano                       | C. Minicio Fundano                       | C. Minicio Fundano                       | C. Minicio Fundano                       |
| (tra il 105 e il 110)                   | Gaio Avidio Nigrino                      | Gaio Avidio Nigrino                      | Gaio Avidio Nigrino                      | Gaio Avidio Nigrino                      | Gaio Avidio Nigrino                      | Gaio Avidio Nigrino                      |
| (111-112)                               | T. Calestrio Tirone Orbio Sperato        | T. Calestrio Tirone Orbio Sperato        | T. Calestrio Tirone Orbio Sperato        | T. Calestrio Tirone Orbio Sperato        | T. Calestrio Tirone Orbio Sperato        | T. Calestrio Tirone Orbio Sperato        |
| (116-117)                               | Cassio Massimo                           | Cassio Massimo                           | Cassio Massimo                           | Cassio Massimo                           | Cassio Massimo                           | Cassio Massimo                           |
| (?)                                     | Cassio Longino                           | Cassio Longino                           | Cassio Longino                           | Cassio Longino                           | Cassio Longino                           | Cassio Longino                           |
| (?)                                     | Calpurnio Longo                          | Calpurnio Longo                          | Calpurnio Longo                          | Calpurnio Longo                          | Calpurnio Longo                          | Calpurnio Longo                          |
| (117-118)                               | C. Valerio Severo                        | C. Valerio Severo                        | C. Valerio Severo                        | C. Valerio Severo                        | C. Valerio Severo                        | C. Valerio Severo                        |
| (118-119)                               | Clodio Graniano                          | Clodio Graniano                          | Clodio Graniano                          | Clodio Graniano                          | Clodio Graniano                          | Clodio Graniano                          |
| (122-123)                               | T. Prifernio Peto Rosiano Gemino         | T. Prifernio Peto Rosiano Gemino         | T. Prifernio Peto Rosiano Gemino         | T. Prifernio Peto Rosiano Gemino         | T. Prifernio Peto Rosiano Gemino         | T. Prifernio Peto Rosiano Gemino         |
| (127-128)                               | L. Antonio Albo                          | L. Antonio Albo                          | L. Antonio Albo                          | L. Antonio Albo                          | L. Antonio Albo                          | L. Antonio Albo                          |
| (133-134)                               | C. Giulio Severo                         | C. Giulio Severo                         | C. Giulio Severo                         | C. Giulio Severo                         | C. Giulio Severo                         | C. Giulio Severo                         |
| (135-136)                               | C. Giulio Scapula                        | C. Giulio Scapula                        | C. Giulio Scapula                        | C. Giulio Scapula                        | C. Giulio Scapula                        | C. Giulio Scapula                        |
| (136-137)                               | Giulio Candido                           | Giulio Candido                           | Giulio Candido                           | Giulio Candido                           | Giulio Candido                           | Giulio Candido                           |
| (144-145)                               | Q. Licinio Modestino Sesto Attio Labeone | Q. Licinio Modestino Sesto Attio Labeone | Q. Licinio Modestino Sesto Attio Labeone | Q. Licinio Modestino Sesto Attio Labeone | Q. Licinio Modestino Sesto Attio Labeone | Q. Licinio Modestino Sesto Attio Labeone |
| (tra il 170 e il 175)                   | Sesto Quintilio Condiano                 | Sesto Quintilio Condiano                 | Sesto Quintilio Condiano                 | Sesto Quintilio Condiano                 | Sesto Quintilio Condiano                 | Sesto Quintilio Condiano                 |
| (tra il 170 e il 175)                   | Sesto Quintilio Valerio Massimo          | Sesto Quintilio Valerio Massimo          | Sesto Quintilio Valerio Massimo          | Sesto Quintilio Valerio Massimo          | Sesto Quintilio Valerio Massimo          | Sesto Quintilio Valerio Massimo          |
| (tra il 175 e il 182)                   | L. Albino Saturnino                      | L. Albino Saturnino                      | L. Albino Saturnino                      | L. Albino Saturnino                      | L. Albino Saturnino                      | L. Albino Saturnino                      |
| (184-185)                               | Gaio Sabucio Maggiore Ceciliano          | Gaio Sabucio Maggiore Ceciliano          | Gaio Sabucio Maggiore Ceciliano          | Gaio Sabucio Maggiore Ceciliano          | Gaio Sabucio Maggiore Ceciliano          | Gaio Sabucio Maggiore Ceciliano          |
| (c. 192)                                | Gaio Cesonio Macro Rufiniano             | Gaio Cesonio Macro Rufiniano             | Gaio Cesonio Macro Rufiniano             | Gaio Cesonio Macro Rufiniano             | Gaio Cesonio Macro Rufiniano             | Gaio Cesonio Macro Rufiniano             |
| (fine II secolo)                        | Pupieno Massimo                          | Pupieno Massimo                          | Pupieno Massimo                          | Pupieno Massimo                          | Pupieno Massimo                          | Pupieno Massimo                          |
| (prima del 220, come Proconsole)        | Gaio Asinio Quadrato Protimo             | Gaio Asinio Quadrato Protimo             | Gaio Asinio Quadrato Protimo             | Gaio Asinio Quadrato Protimo             | Gaio Asinio Quadrato Protimo             | Gaio Asinio Quadrato Protimo             |
| (ca. 250, sotto Gallieno)               | Valente Tessalonico                      | Valente Tessalonico                      | Valente Tessalonico                      | Valente Tessalonico                      | Valente Tessalonico                      | Valente Tessalonico                      |
| (c. 319, come proconsole)               | Aurelio Valerio Tulliano Simmaco         | Aurelio Valerio Tulliano Simmaco         | Aurelio Valerio Tulliano Simmaco         | Aurelio Valerio Tulliano Simmaco         | Aurelio Valerio Tulliano Simmaco         | Aurelio Valerio Tulliano Simmaco         |
| (353, come proconsole)                  | Strategio Musoniano                      | Strategio Musoniano                      | Strategio Musoniano                      | Strategio Musoniano                      | Strategio Musoniano                      | Strategio Musoniano                      |
| (ca. 350, come proconsole)              | Flavio Ermogene                          | Flavio Ermogene                          | Flavio Ermogene                          | Flavio Ermogene                          | Flavio Ermogene                          | Flavio Ermogene                          |
| (c. 364, come proconsole)               | Vettio Agorio Pretestato                 | Vettio Agorio Pretestato                 | Vettio Agorio Pretestato                 | Vettio Agorio Pretestato                 | Vettio Agorio Pretestato                 | Vettio Agorio Pretestato                 |
| (395, come proconsole)                  | Antioco                                  | Antioco                                  | Antioco                                  | Antioco                                  | Antioco                                  | Antioco                                  |